# Matty Longstaff
Matthew Ben „Matty“ Longstaff (* 21. März 2000 in Rotherham) ist ein englischer Fußballspieler, der zuletzt als Mittelfeldspieler für Newcastle United spielte.

## Karriere

### Verein
Longstaff begann seine Karriere bei North Shields Athletics und durchlief dann ab 2016, wie sein älterer Bruder Sean, die Jugendmannschaften von Newcastle United. Sein Debüt für die Profimannschaft hatte er Ende August als Startspieler im EFL Cup gegen Leicester City und wurde anschließend in der U23-Premier League eingesetzt.
Bei seinem Premier-League-Debüt am 6. Oktober 2019, welches er über die gesamte Spielzeit mit seinem Bruder Sean im offensive Mittelfeld ableistete, schoss er in der 72. Minute das Siegtor gegen Manchester United. Bis zum Saisonende der Premier League 2019/20 bestritt er insgesamt neun Spiele für Newcastle und erzielte dabei zwei Treffer. In der Premier League 2020/21 kam er lediglich in fünf Partien für den Tabellenzwölften zum Einsatz und blieb dabei ohne Tor.
Im August 2021 wurde Longstaff an den FC Aberdeen in die Scottish Premiership verliehen. Nachdem er im Verlauf der Hinrunde lediglich fünf Ligaspiele für den Verein absolviert hatte, beendete Newcastle die Ausleihe Ende Dezember 2021 vorzeitig.
Am 31. Januar 2022 wechselte der 21-Jährige auf Leihbasis zum englischen Viertligisten Mansfield Town, für den er in der Rückrunde der EFL League Two 2021/22 sechs Tore in sechzehn Ligaspiele erzielen konnte. Mit seiner Mannschaft erreichte er das Finale der Aufstiegs-Play-offs in Wembley, verlor dieses jedoch mit 0:3 gegen Port Vale.
Seit dem 1. Juli 2023 ist Longstaff vereinslos.

### Nationalmannschaft
Mitte November 2019 erhielt er seine Berufung in die U-20-Nationalmannschaft von England. Bei seinem ersten Spiel; am 14. November 2019 gegen Portugal in der U20 Elite League; wurde er in der 72. Minute eingewechselt. Fünf Tage später im Freundschaftsspiel gegen Island spielte er von Beginn an.

## Privates
Sein Vater David Longstaff ist ein ehemaliger Eishockeyspieler. Longstaffs Bruder Sean steht ebenfalls bei Newcastle United unter Vertrag. Sein Onkel ist der ehemalige Fußballspieler und jetzige Trainer Alan Thompson.